# Arnaldo Frateili
Arnaldo Frateili (Piediluco, 23 agosto 1888 – Roma, 30 dicembre 1965) è stato un poeta, scrittore, giornalista e critico letterario, teatrale e cinematografico, resocontista parlamentare italiano.

## Biografia
Laureato in Lettere a Roma, insegnò nelle scuole superiori. Nei primi anni venti partecipò con altri letterati e giornalisti  attivi nella capitale al gruppo che rilevò la casa di produzione cinematografica "Tespi Film", per la quale fu anche regista di alcune pellicole, tra le quali La rosa (1921), interpretata da Olimpia Barroero, esperienza poi esauritasi a causa della crisi che coinvolge il cinema italiano negli anni venti.
Nel 1924 fondò, insieme a Giuseppe Bottai, il quindicinale romano Lo Spettatore Italiano. Negli anni '30 e '40 si occupò stabilmente di critica letteraria, teatrale e cinematografica sul quotidiano La Tribuna, cambiando leggermente il cognome, "Fratelli".
Dopo la morte, la sua biblioteca è stata donata dalla famiglia alla Biblioteca Comunale di Terni. Un piccolo Fondo Arnaldo Frateili (donato da Filomena Luciani nel 1995 e costituito da cronache teatrali scritte dall'autore tra il 1926 e il 1964) è consultabile presso il Civico Museo Biblioteca dell'Attore del Teatro Stabile di Genova.

## Opere
- Preludio: versi, Roma, Tipografia editrice romana, 1907.
- Capogiro, Milano, Bompiani, 1932. Terzo classificato al Premio Viareggio 1932;[6]
- Paradiso a buon mercato, Lanciano, Carabba, 1932.
- Le avventure notturne, Milano, Bompiani, 1934.
- La donna segreta: romanzo, Milano, Bompiani, 1934.
- La Germania in camicia bruna, Milano, Bompiani, 1937 («Libri scelti»).
- Polonia frontiera d'Europa, Milano, Bompiani, 1938.
- Clara fra i lupi, Milano, Bompiani, 1939. Premio Viareggio ex aequo[6]
  - Trad. spagnola: Clara, entre los lobos, traducción de Alberto Gracián, ilustraciones de Juan Fors. Barcelona, Tartesos, 1943.
  - Audiolibro (lettura di Giuseppe Perotti) consultabile presso l'Associazione Libro Parlato Lions [7], Centro di Milano.
- Libera uscita, Milano, Bompiani, 1942.
- Dea senza volto: viaggio moderno nell'antico, Milano, Bompiani, 1944.
- La donna segreta e altre avventure notturne, Milano, Bompiani, 1945.
- Aladino e la lanterna magica, Milano, Edizioni Carroccio, 1952.
- Controvento: romanzo, Milano, Bompiani, 1952.
- Donna sola, Milano, Bompiani, 1954.
- L'arte effimera: ricordi d'un cineletterato, Roma, Filmcritica, 1955 («Piccola Biblioteca dello spettacolo» diretta da Edoardo Bruno).
- Nebbia bassa, Milano, Bompiani, [1958]
- Romanzi amari, Milano, Bompiani, 1960.
  - Comprende: Controvento, Donna sola, Nebbia bassa.
- Donne d'amore, Milano, Bompiani, 1961.
  - Comprende: Capogiro, La donna segreta, Clara fra i lupi.
- Dall'Aragno al Rosati: ricordi di vita letteraria, Milano, Bompiani, 1963.
  - 2. ed. accresciuta, Milano, Bompiani, 1964.